# Karol Jonscher (pastor)
Karol Józef Jonscher (ur. 4 marca?/16 marca 1809 w Płocku, zm. 6 stycznia 1887 w Łodzi) – pastor luterański i nauczyciel. W latach 1838–1884 pastor parafii Ewangelicko-Augsburskiej Świętej Trójcy w Lublinie.

## Życiorys
W młodości początkowo pobierał naukę w domu rodzinnym, następnie ukończył ewangelicką szkołę elementarną oraz gimnazjum w Płocku (1829). W 1830 rozpoczął studia w sekcji nauk pięknych na Akademii Warszawskiej, lecz z powodu wybuchu powstania listopadowego przerwał naukę i powrócił do domu. W latach 1832–1836 studiował na Wydziale Teologicznym na Uniwersytecie w Dorpacie. Był także stypendystą rządowym i członkiem Konwentu Polonia (1832).
Po ukończeniu studiów wyjechał do Płocka, gdzie przez 2 lata był substytutem przy superintendencie płockim. W kwietniu 1838 został ordynowany na pastora w Warszawie, a następnie do października 1838 był wikariuszem parafii ewangelicko-augsburskiej we Włocławku. Następnie, w 1838, objął parafię w Lublinie, jednocześnie zarządzając, założonym w 1841, filiałem w Końskowoli i pełniąc funkcję kapelana szpitali wojskowych w Lublinie. Był również nauczycielem religii w Gimnazjum Lubelskim oraz opiekował się elementarną szkołą ewangelicką. Niniejsze funkcje pełnił do sierpnia 1885, po czym przeniósł się do Łodzi, gdzie mieszkał u syna – Karola Jonschera.
Był prezesem Lubelskiego Towarzystwa Dobroczynności oraz zarządzał ochronką Towarzystwa, a także pełnił funkcję sędziego rozjemcy sądów polubownych. Był także zaangażowany w utworzenie parafii w Kamieniu.

### Życie prywatne
Był synem Józefa Jonchera – burmistrza Płocka i kupca oraz Anny z domu Bonsch. Jego żoną była Agata Karolina z domu Hovelke z rodu Jana Heweliusza – córka Jana Karola Hovelke. Mieli 9 dzieci, do których należeli:
- Karol Otton (1850–1907) – lekarz łódzki i działacz społeczny, ojciec lekarza i profesora pediatrii Karola Jonschera (1889–1955),
- Maria Wilhelmina – żona superintendenta kościoła ewangelicko–augsburskiego – Karola Gustawa Manitiusa,
- Eugenia Berta – nauczycielka,
- Brunon,
- Aldona Krystyna,
- Zofia Wanda,
- Ferdynand Rudolf,
- Władysław Adam,
- Rudolf Józef[3].

Został pochowany 9 stycznia 1887 w grobie rodzinnym na cmentarzu ewangelicko-augsburskim pry ul. Lipowej w Lublinie (sektor 1, rząd 16, numer grobu 3). W grobowcu spoczywa wraz z żoną oraz córką Zofią.

## Upamiętnienie
W kościele ewangelickim Św. Trójcy w Lublinie znajduje się tablica pamiątkowa poświęcona Karolowi Jonscherowi. Inskrypcje na niej sporządzono w języku łacińskim.

## Odznaczenia
- Krzyż i medal brązowy (1859),
- Złoty krzyż (1860),
- Order świętego Stanisława (1867)[4].